# Kobus megaceros
Kobus megaceros — це загрожений вид антилоп, який мешкає в болотах і луках у Південному Судані та Ефіопії.

## Опис
Самці мають середню довжину 165 см, зріст у плечах 100—105 см і вагу від 90 до 120 кг, тоді як самиці мають середню довжину 135 см, зріст у плечах 80–85 см і вагу 60–90 кг. Kobus megaceros живуть в середньому від 10 до 11,5 років, а деколи 19 років.
Шерсть у них волохата, з особливо довгим волоссям на щоках в обох статей, а у самців на шиї може бути ще довше волосся. Нільські лехве демонструють надзвичайний статевий диморфізм. Самиці золотисто-коричневі з білим підчерев’ям і без рогів. У молодих особин також золотисто-коричнева шерсть, але у молодих самців колір змінюється на темно-коричневий, коли вони досягають двох-трьох років. Дорослі самці від чорно-коричневого до червоно-коричневого кольору з білими «капюшонами» на плечах і маленькими білими плямами над очима. Роги дорослих самців мають довжину 50–87 см, сильно гофровані біля основи і загнуті на кінчиках.

## Екологія
Kobus megaceros можуть візуально сигналізувати та вокалізувати, щоб спілкуватися один з одним. Під час бою самці нахиляють голови і штовхаються один на одного рогами. Якщо один самець значно менший за іншого, він може рухатися поруч із більшим самцем у паралельному положенні та штовхатися звідти, що заважає більшому самцю штовхатися з усією силою. Відомими хижаками є люди, леви, крокодили, гепарди, дикі собаки, гієни та леопарди. Вони тікають у воду, якщо їх потривожити, але самки захищають своє потомство від дрібніших хижаків прямим нападом, переважно ногами. Однорічні особини часто заражаються мухами-очеретками, що може погіршити їх здоров’я та призвести до високого рівня смертності.
Kobus megaceros — сутінкові, активні рано вранці та пізно вдень. Вони збираються в стада до 50 самиці і одного самця або в менші стада, що складаються з самців. Вони поділяються на три соціальні групи: самиці та їхнє нове потомство, самці-холостяки та зрілі самці з територіями. Самці з територією іноді допускають самця-холостяка на свою територію, щоб охороняти регіон і не спалюватися.

## Дієта
Kobus megaceros харчується соковитими травами і водними рослинами. Вважається, що дикий рис є улюбленою їжею на початку сезону повеней, тоді як більша частка болотної трави споживається, коли вода спадає. Вони мають особливу здатність пробиратися в мілководдях і плавати в більш глибоких водах, а також можуть харчуватися молодим листям дерев і кущів, піднімаючись, щоб досягти цієї зеленої рослинності. Тварини також зустрічаються в болотистих районах, де вони харчуються водними рослинами.

## Розмноження
Обидві статі досягають статевої зрілості у віці двох років. Парування відбувається протягом року, але пік припадає на період з лютого по травень. Під час шлюбного періоду молоді самці пригинають роги до землі, ніби хочуть тицьнути землю. Самці борються у воді, занурюючи голови в бій «роги на ріг», за домінування. Ці змагання зазвичай короткі та жорстокі. Як і в багатьох інших тварин, домінантний самець злягається з самкою. З початком спарювання спостерігається унікальна форма мітки. Самець нахиляє голову до землі і мочиться на горло і волосся на щоках. Потім він тре своєю бородою, з якої стікає вода, чоло та криж самиці.
Вагітність триває в середньому від семи до дев'яти місяців, після чого народжується одне теля. Немовлята важать приблизно 4,5-5,5 кг. У самок знову виникає тічка приблизно через місяць після народження дитинчат. Після народження теля два-три тижні ховається в густій рослинності, де його годує мати. Його відлучають у п’ять-шість місяців, а через кілька місяців молодь готова стати самостійною й приєднатися до стада.